# Pedro Ibarra
Pedro Ibarra (Buenos Aires, 11 de setembro de 1985) é um jogador de hóquei sobre grama argentino, campeão olímpico

## Carreira
Pedro Ibarra integrou o elenco da Seleção Argentina de Hóquei Sobre Grama, nas Olimpíadas de 2012 e 2016. No Rio 2016 sagrou-se campeão olímpico.